# Bandello Bandelli
Pour les articles homonymes, voir Bandelli.
Bandello Bandelli, dit le cardinal de Rimini (né à Lucques en république de Lucques, vers 1350 et mort à Constance en octobre 1416), est un cardinal italien du XVe siècle.

## Biographie
Bandello Bandelli est collecteur apostolique en Toscane et dans le duché de Spolète. Il est nommé évêque de Città di Castello et transféré à Rimini en 1407. Il est nommé nonce apostolique en Saint-Empire et en Bohême en 1388.
Le pape Grégoire XII le crée cardinal lors du consistoire du 19 septembre 1408. Il est légat du pape Grégoire XII dans les pays vénitiens et en Romagne. Le cardinal Bandelli meurt pendant le concile de Constance en 1416.